# Atimonan
Atimonan is een gemeente in de Filipijnse provincie Quezon op het eiland Luzon. Bij de laatste census in 2010 telde de gemeente bijna 62 duizend inwoners.

## Geografie

### Bestuurlijke indeling
Atimonan is onderverdeeld in de volgende 42 barangays:
| - Angeles - Balubad - Balugohin - Barangay Zone 1 - Barangay Zone 2 - Barangay Zone 3 - Barangay Zone 4 - Buhangin - Caridad Ibaba - Caridad Ilaya - Habingan - Inaclagan - Inalig - Kilait | - Kulawit - Lakip - Lubi - Lumutan - Magsaysay - Malinao Ibaba - Malinao Ilaya - Malusak - Manggalayan Bundok - Manggalayan Labak - Matanag - Montes Balaon - Montes Kallagan - Ponon | - Rizal - San Andres Bundok - San Andres Labak - San Isidro - San Jose Balatok - San Rafael - Santa Catalina - Sapaan - Sokol - Tagbakin - Talaba - Tinandog - Villa Ibaba - Villa Ilaya |

## Demografie
Atimonan had bij de census van 2010 een inwoneraantal van 61.587 mensen. Dit waren 2.430 mensen (4,1%) meer dan bij de vorige census van 2007. Ten opzichte van de census van 2000 was het aantal inwoners gegroeid met 4.871 mensen (8,6%). De gemiddelde jaarlijkse groei in die periode kwam daarmee uit op 0,83%, hetgeen lager was dan het landelijk jaarlijks gemiddelde over deze periode (1,90%).

De bevolkingsdichtheid van Atimonan was ten tijde van de laatste census, met 61.587 inwoners op 239,66 km², 257 mensen per km².